# Корнієнко Павло Панасович
Павло Панасович Корнієнко (нар. 1937, село Осоївка, тепер Краснопільського району Сумської області) — український радянський діяч, бригадир комплексної бригади котельників Сумського машинобудівного виробничого об'єднання імені Фрунзе. Депутат Верховної Ради УРСР 10—11-го скликань. 

## Біографія
Освіта середня. Закінчив семирічну школу в селі Осоївці Краснопільського району Сумської області та Сумське професійно-технічне училище № 2.
У 1956—1960 роках — котельник котельного цеху Сумського машинобудівного заводу імені Фрунзе; котельник, газорізальник Сумського заводу важкого компресоробудування.
З 1960 року — бригадир, а з 1968 року — бригадир комплексної котельно-зварювальної бригади цеху компресорного виробництва Сумського машинобудівного виробничого об'єднання імені Фрунзе Сумської області.

## Родина
Дружина, Ганна Тарасівна, працювала електрозварником Сумського машинобудівного виробничого об'єднання імені Фрунзе. Троє дочок: Людмила, Олена, Лариса.

## Нагороди
- орден Трудового Червоного Прапора
- орден «Знак Пошани»
- медалі